# Shinji-See
Der Shinji-See (jap. 宍道湖, Shinji-ko) ist der siebtgrößte Binnensee Japans und liegt im Osten der Präfektur Shimane.

## Geographie

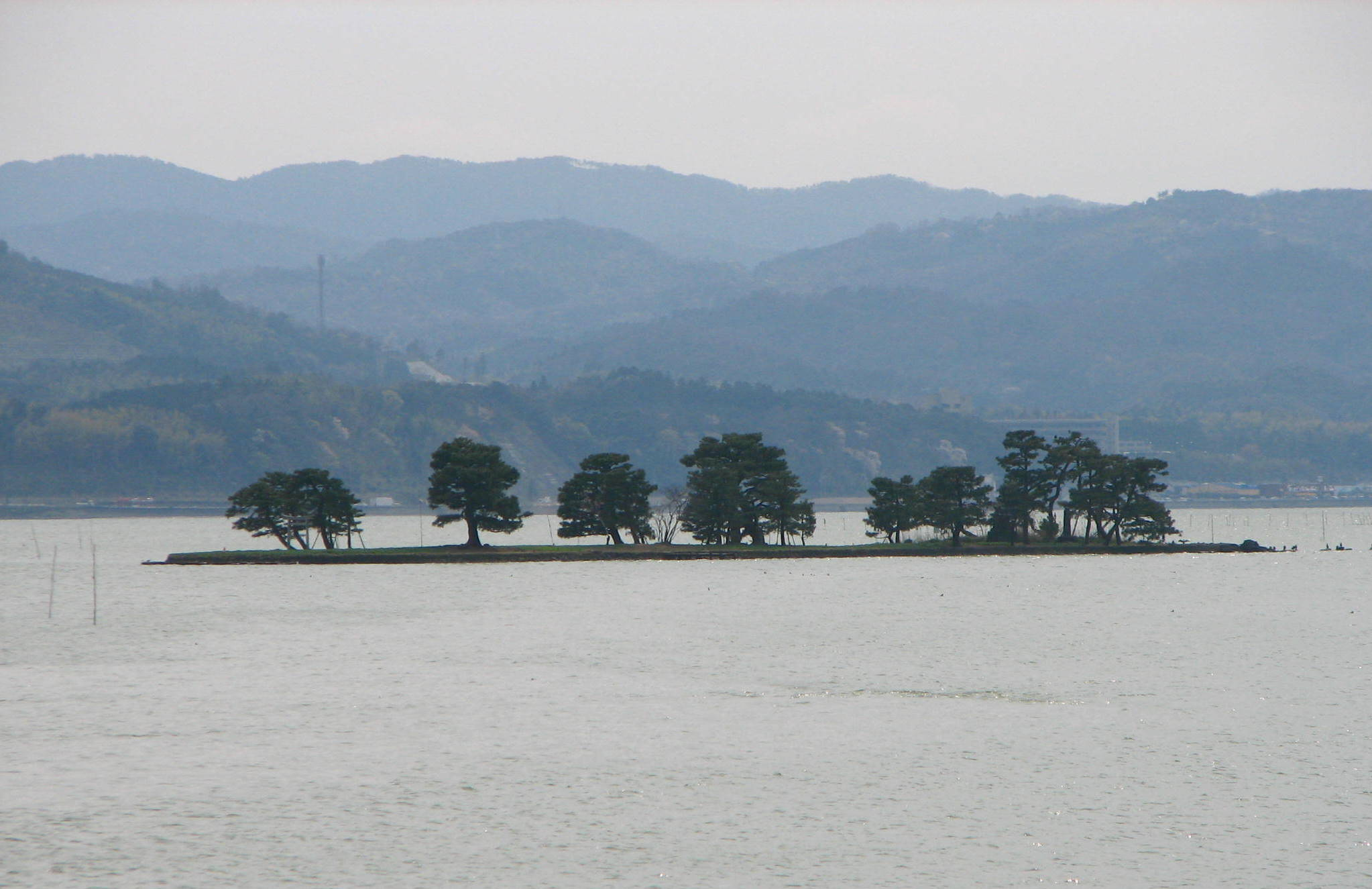
Yomegashima im Shinji-See

Östlich des Sees liegt der Brackwassersee Nakaumi, der eine höhere Salinität als der Shinji-See aufweist. Beide Seen sind über den etwa sieben Kilometer langen Flussabschnitt Ōhashi des Hii-kawa verbunden, der weiter nach Norden ins nahegelegene Japanische Meer mündet.
Die Ostseite des Sees liegt im Verwaltungsbereich der Stadt Matsue und die Westseite gehört zu Izumo.
Der Shinji-See hat eine mittlere Tiefe von 4,5 m und maximal von 6,4 m. Der Seeumfang beträgt je nach Angabe zwischen 45 und 47 km.
Der Shinji-See hat über ein Dutzend Zuflüsse, jedoch macht der Hii etwa 80 % des Gesamtzuflusses an Süßwasser aus. Weitere Zuflüsse sind im Uhrzeigersinn um den See der Hiratafuna im Westen, der Sakai im Nordwesten, der Kozakai, Gomadani, Inō, Kusano, Ōno, Okamoto, Aika, Nishinagae und Higashinagae im Norden, der Yamai und Inbe im Osten, der Kimachi und Dōdō im Süden und der Shinken im Südwesten. Der Hauptabflussweg geht über den Nachbarsee Nakaumi ins Japanische Meer. Ein weiterer künstlicher Abfluss ist der Sada, der im Nordosten direkt ins Japanische Meer führt.
Im Osten des Sees befindet sich Yomegashima. Die kleine Insel mit einem Umfang von 240 Metern ist ein beliebtes Fotomotiv und als eines der „100 besten Sonnenuntergangsmotive in Japan“ ausgewiesen.
Der jährliche Gesamtniederschlag liegt bei rund 1800 mm und die Jahresdurchschnittstemperatur bei 14,6 °C. Die Monatsdurchschnittstemperaturen reichen von 4,6 °C bis 25,8 °C. Die niederschlagsreichsten Monate sind Juli und September.

## Flora und Fauna
Im Shinji-See wächst die in Japan als gefährdet eingestufte Rotalgenart Compsopogon hookeri. Um den See wachsen Schilfrohre der Arten Phragmites australis und Phragmites karka.
Im See kommen sowohl Süß- als auch Salzwasserfische vor.
Eine in Japan endemische Fischart, die außerhalb des Sees kaum zu finden ist, ist Gymnogobius taranetzi aus der Familie Oxudercidae.
Der See ist zudem eines der wichtigsten Überwinterungsgebiete für Entenvögel in Japan. Zwischen 1998 und 2002 kamen jährlich 21.000 bis 48.500 von ihnen, darunter etwa 1300 bis 2300 Blässgänse und 3800 bis 6300 Bergenten. Ein weiterer häufig anzutreffender Überwinterungsgast ist die Reiherente. Vorkommende Vogelarten, die auf der Roten Liste gefährdeter Vögel Japans stehen, sind unter anderem die Mandschurendommel (vom Aussterben bedroht), die Nominatform der Rohrdommel (stark gefährdet), der Schwarzstirnlöffler (stark gefährdet), der Zwergbrachvogel (stark gefährdet), der Seeadler (gefährdet), die Gluckente (gefährdet), die Brandgans (gefährdet) sowie eine Unterart der Waldsaatgans (Anser fabalis serrirostris, gefährdet) und Ringelgans (Branta bernicla orientalis, gefährdet).
Am See kommt auch die in Japan als gefährdet eingestufte Libellenart Stylurus nagoyanus vor.

## Naturschutz
Der See ist seit dem 8. November 2005 als Ramsar-Gebiet mit einer Fläche von 7652 Hektar ausgewiesen. Dieses ist als besonderes Wildschutzgebiet eingetragen. Damit ist das Fangen von Wildtieren verboten und Aktivitäten wie die Verlandung von Wasserflächen, Errichtung von Bauten und das Fällen von Bäumen erfordern eine Erlaubnis des Umweltministeriums.

## Wirtschaft
Um den Shinji-See wird viel Reis angebaut. Die 1993 dabei erstmals eingesetzten Neonicotinoide landeten zu 90 Prozent im Wasser. Dort wirkten sie sich ebenfalls negativ auf Insekten und deren Larven aus, was auch einen Rückgang des Fischbestands im See bewirkte, da insbesondere Jungfische auf diese als Nahrung angewiesen sind. Gefischt wird unter anderem nach den Shinji-ko Shichi-chin („sieben seltenen Meeresfrüchten im Shinji-See“): Lateolabrax japonicus, die Zehnfußkrebsart Metapenaeus ensis, Japanischer Aal, die Stintart Hypomesus nipponensis, der Stintartige Salangichthys microdon, Karpfen und die Körbchenmuschelart Corbicula leana. Der Fang letzterer macht mit etwa 7500 Tonnen jährlich (Stand 2005) etwa 40 Prozent des Fangs für ganz Japan aus.

## Verkehr

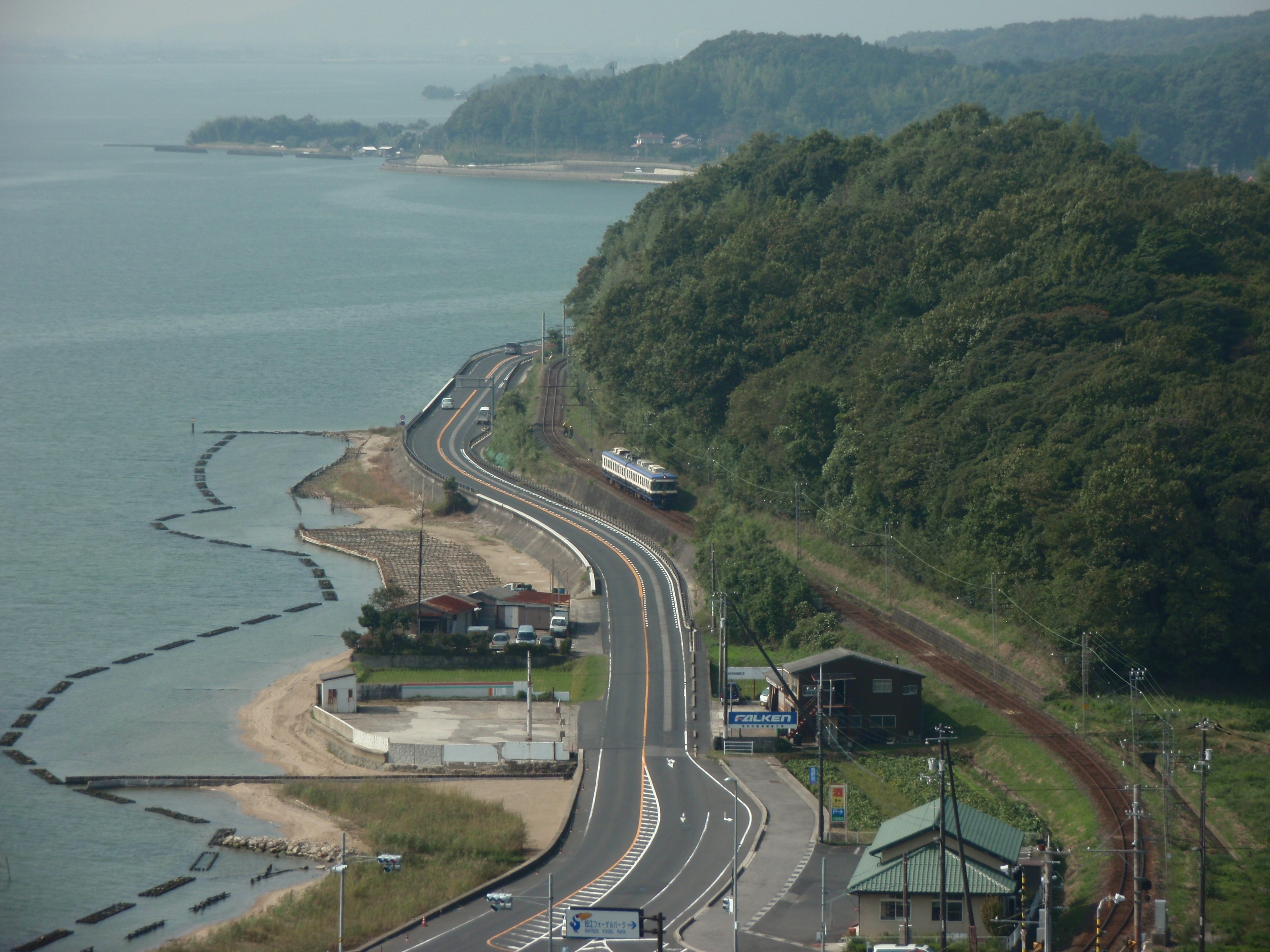
Die Kita-Matsu-Linie und Nationalstraße 431 auf der Nordseite des Shinji-Sees

Entlang der Südseite des Sees verläuft die Nationalstraße 9 und die Sanin-Autobahn sowie die San’in-Hauptlinie der West Japan Railway Company (JR West). Die entlang des Sees gelegenen Stationen der Bahnstrecke sind von West nach Ost Shōbara, Shiji, Kimachi, Tamatsukurionsen, Nogi un Matsue. Auf der Nordseite des Sees verläuft parallel dazu die Nationalstraße 431 und die Kita-Matsue-Linie der Ichibata Electric Railway mit den Stationen Nunozaki, Sono, Ichibataguchi, Inonada, Tsunomori, Takanomiya, Matsue-Vogelpark, Aikamachi, Nagae, Asahigaoka, Matsue English Garden-Mae und Matsue-Shinjiko-Onsen. Beide Nationalstraßen sind auf der Westseite des Sees über die Präfekturstraße 23 miteinander verbunden und auf der Ostseite durch die Präfekturstraße 37, die über die den Ōhashi querende Shinjiko-Brücke führt. Die Bahnstrecken laufen nur westlich des Sees im Stadtzentrum Izumos zusammen. An der Südwestseite des Sees befindet sich der Flughafen Izumo, ein kleiner Verkehrsflughafen für Inlandsflüge.